# Mooseurach
Mooseurach ist ein Ortsteil der Gemeinde Königsdorf im Landkreis Bad Tölz-Wolfratshausen in Oberbayern.

## Lage
Das Dorf liegt drei Kilometer westlich von Königsdorf in der gleichnamigen Gemarkung auf einer Anhöhe umgeben von Hochmooren.

## Geschichte
Ab 1912 kaufte der Stuttgarter Unternehmer Robert Bosch 2400 Hektar und betrieb darauf innovative Landwirtschaft. Heute führt ein Enkel aus der zweiten Ehe des Firmengründers auf den verbliebenen 1100 Hektar eine ökologische Landwirtschaft mit Schwerpunkt Fleischerzeugung.
Bei der Volkszählung 1961 hatte das Dorf 89 Einwohner in 12 Wohngebäuden, 1987 waren es 63 Einwohner in 19 Gebäuden mit Wohnraum.